# Seiwa
Seiwa, född 850, död 881, var regerande kejsare av Japan mellan 858 och 876.